# Metegol (película)
Metegol (conocida internacionalmente como Futbolín en España; y Underdogs para el resto del mundo en sus respectivas traducciones) es una película coproducida por España y Argentina de animación en 3D de 2013 dirigida por Juan José Campanella. Está inspirada en el cuento Memorias de un wing derecho, del escritor argentino Roberto Fontanarrosa. Eduardo Sacheri, que trabajó con el director en el guion de El secreto de sus ojos, estuvo a cargo de la adaptación junto a Campanella, Gastón Gorali y Axel Kuschevatzky también productores del filme. Fue estrenada, en Argentina, el 18 de julio de 2013. Fue la primera película de animación que abrió el Festival de Cine de San Sebastián, el 20 de septiembre del mismo año.
La película es una coproducción 
hispanoargentina. Campanella produce el filme con su empresa 100 Bares, en sociedad con Catmandú y la española Atresmedia Cine. Los protagonistas de la historia son figuras del juego de fútbol de mesa y, si bien está dirigida a un público infantil, contiene un lenguaje pensado para todo el público en general. En Metegol el audio ha sido grabado en español rioplatense para Argentina, Colombia y Uruguay, peninsular para España y español neutro para el resto de Hispanoamérica.
El 4 de septiembre de 2015, la película fue transmitida por Cartoon Network en toda Latinoamérica con doblaje en español neutro en vez de alguna de las dos versiones originales (de Argentina y España). El hecho de que se transmitiera en Argentina con doblaje en vez de la V.O. del mismo país le valió críticas del director a la cadena.

## Argumento
La película comienza con Amadeo contándole a su hijo Matías una historia cada noche antes de irse a dormir, en la que tiene que usar su imaginación (Matías se pasa todo el día jugando en su tableta, por lo que a Amadeo le preocupa estar distanciándose de su hijo): hace muchos años, cuando eran chicos, Amadeo, un chico tímido, trabajaba en un bar donde conoció a Laura, de quien se enamoró y le mostró su metegol. Amadeo había modificado a los muñecos del equipo rayado del metegol, dándole a cada uno una apariencia distintiva, sin embargo, dejó a los muñecos lisos sin cambios. En ese momento, llega un chico llamado Ezequiel, que se creía el mejor jugador de fútbol y lo desafió a Amadeo a un partido de metegol delante de Laura. Aunque al principio le gana, Amadeo sale victorioso, y toda la gente del bar lo aclama. Ezequiel es rechazado por el bar y el cantinero "Doble eje" lo saca del lugar, a lo que el chico grita por lo mucho que odia al pueblo y lo mucho que desea ganar siempre. Fuera del bar, Ezequiel conoce al Mánager (Coco Sily), quien le ofrece convertirlo en el mejor jugador de fútbol.
Años más tarde, luego de que Laura (Lucía Maciel) le anuncia a Amadeo (David Masajnik) que se irá a Europa a estudiar, Ezequiel (Diego Ramos), aquel niño que había sido  derrotado en el metegol, regresa al pueblo listo y dispuesto a vengarse. Ahora que es un futbolista famoso más conocido como el "Grosso", anuncia que ha comprado la ciudad entera y va a construir en ella un gigantesco estadio de fútbol, aunque está más interesado en poseer el metegol con el que lo vencieron y destruir el bar donde fue derrotado, además de secuestrar a Laura para conquistarla. Del bar demolido Amadeo sólo consigue rescatar al capitán de los jugadores rayados del metegol, Capi, acabando el resto en el basural. Una de las lágrimas de Amadeo caen sobre Capi (Pablo Rago), concediéndole vida, que luego lo convence de ir a rescatar al resto de los jugadores para salvar a Laura. 
Amadeo y Capi encuentran en el basural a dos de los rayados, Loco y Beto, y más tarde a Liso, capitán del equipo de los lisos. Al resto de los jugadores se los lleva una camioneta a una feria que Amadeo y sus amigos encuentran gracias a la estela que deja el pelo de Beto en el asfalto, cuando intentó subirse. En la feria, Amadeo rescata a cinco de los rayados y el Capi rescata a otros dos, los hermanos Malparitti, mientras que el resto de los lisos y Pulpo, arquero de los rayados, son secuestrados por el mánager y llevados a la mansión del Grosso, quien retiene a Laura e intenta que ésta se enamore de él. Sin embargo, Amadeo y los jugadores que lo acompañan logran reemplazar al chofer de la limusina del Mánager, por lo que llegan a la mansión del Grosso.
El Grosso, mientras tanto, trata de seducir a Laura exhibiendo su mansión y todo lo que hay en ella. El "tour" por la residencia del Grosso culmina en un laboratorio, donde el futbolista guarda varios animales transgenéticos que científicos desarrollaron para "mejorar" la industria del fútbol. Cuando Amadeo y los jugadores rescatados consiguen entrar al laboratorio del Grosso, donde este intenta fundir a los jugadores que ya tiene, Amadeo lo detiene y escapa con Laura, mientras son rescatados los últimos jugadores, explotando el laboratorio como resultado. Más tarde, Amadeo desafía al Grosso a la revancha del partido de metegol que tuvieron cuando eran chicos. El Grosso, en cambio, lo reta a llevar la revancha a un partido de fútbol, sobre lo cual Laura redobla la apuesta, exigiendo que les devuelva el pueblo si Amadeo le gana.
Amadeo y Laura comienzan a reclutar hombres para armarse un equipo, reuniendo a los ancianos Armando y Eusebio, al Cura del pueblo, el Laucha (un ladrón bastante raído), Carmiño, el Emo, el Subcomisario Pisano (porque es atlético y debe custodiar al Laucha), Doble Eje (el cantinero del bar destruido), El Roña y, a falta de más hombres en el pueblo, a la señora Hormona Domínguez. Aunque durante los primeros minutos del partido "Los Absolutos", el equipo del Grosso, meten dos goles, el mánager se comunica con el Grosso y les pide que "bailen un rato" porque se ve la superioridad de su equipo y el partido pierde emoción.
Viendo la enorme desventaja que tiene el equipo de Amadeo, Capi y el resto de los jugadores del metegol intervienen directamente en el partido, haciendo que algunos "Absolutos" se accidenten y consiguen que Amadeo anote un gol. En el proceso descubren que ya no quieren vivir más dentro del metegol. Amadeo descubre la trampa, y convence a Capi de que recuperarán el pueblo ellos mismos. Sin ayuda de Capi, el equipo de Amadeo empata el partido y durante una oportunidad de gol para Amadeo, el Grosso le da una patada en la pierna, quien cae dolorido al piso. A pesar del esfuerzo de Amadeo, el Grosso mete un tercer gol, ganando el partido. Aunque él festeja su victoria, las tribunas aplauden al equipo de Amadeo, que se esforzó para intentar conservar su pueblo y rechazan al Grosso por su egocentrismo, que genera la antipatía de sus compañeros de equipo y de su Mánager, quien renuncia. Los habitantes se van del pueblo con Amadeo y su equipo, quienes fundan otro pueblo en las cercanías. Tiempo después, Amadeo y Laura se casan y tienen un hijo.
Terminando la historia, a Matías le entusiasma saber que los jugadores del metegol están vivos, pero Amadeo le dice que sólo los podrá ver si cree. Más tarde esa misma noche, Matías escucha a los jugadores de metegol discutir, y baja a verlos. Su padre le dice que ganan los lisos, pero que se puede dar vuelta en cualquier momento, porque "así es el fútbol: puede pasar cualquier cosa".

## Reparto/Voces

### En español argentino/latino
- David Masajnik como Amadeo González.
- Fabián Gianola como El Beto.
- Miguel Ángel Rodríguez como Capitán Liso.
- Horacio Fontova como Loco.
- Pablo Rago como Capi.
- Lucía Maciel como Laura.
- Diego Ramos como Ezequiel Rebacho "El Grosso".
- Coco Sily como Mánager.
- Natalia Rosminati como Matías González.
- Ernesto Claudio como Cura.
- Lucila Gómez como Carmiño.
- Mariana Otero como Joven Ezequiel.
- Diego Mesaglio como Central Liso.
- Axel Kuschevatzky como Intendente.
- Juan José Campanella como Armando/Eusebio/Lechuga/Clark.
- Marcos Mundstock como Evaristo.
- Sebastián Mogordoy como el Pulpo.
- Roberto Kim como el coreano Park-Lee.
- Igor Samoilov como Igor (el bielorruso).
- Gabriel Almirón como Malparitti II.
- Federico Cecere como el Cordobés Melena.
- Luciana Falcón como Joven Amadeo.
- Alejandro Piar como Milton.
- Ezequiel Cipols como Malparitti I.
- Jorge Troiani como Aristides.
- Jorge Troiani como Tenuta.
- Diego Gatto como Pulpo Benítez (Arquero rayado).

### En español de España
- Raúl Rojo como Amadeo.
- Salvador Aldeguer como Beto.
- Michelle Jenner como Laura.
- Claudio Serrano como Capi.
- Stephen Hughes como Liso.
- Arturo Valls como Ezequiel "El Crack".
- Miguel Ángel Jenner como Mánager.
- Horacio Fontova como Loco.
- José Luis Angulo como Jugador italiano.
- Matías Prats como comentarista deportivo.
- Juan José Campanella como Armando.[6]

### En español latinoamericano
- Alfonso Herrera como Amadeo.
- Fabián Gianola como El Beto.
- Nicolás Frías como El Beto (Tráiler).
- Idzi Dutkiewicz como Capitán Liso.
- Enrique Cervantes como Loco.
- José Antonio Macías como Capi.
- Irene Azuela como Laura.
- Ricardo Tejedo como Ezequiel "El Grosso".
- Humberto Vélez como Mánager.
- Iván Bastidas como Matías.
- César Izaguirre como Cura.
- Susana Moreno como Carmiño.
- José Antonio Toledano como Ezequiel (niño).
- Idzi Dutkiewicz como Central Liso.
- Jesse Conde como Armando.
- Blas García como Eusebio.
- Gabriel Pingarrón como Evaristo.
- Ernesto Lezama como El Pulpo.
- Igor Samoilov como Bielorruso.
- Octavio Rojas como Malparitti II.
- Gerardo García como Cordobés.
- Emilio Treviño como Amadeo (niño).
- Andrea Arruti como Laura (niña).
- Ricardo Bautista como Milton.
- Armando Coria como Malparitti I.
- Emilio Fernando Alonso como Aristides.
- Ricardo Bravo como Tenuta.
- Javier Olguín como Compañero de Grosso.
- Germán Fabregat como Policía.
- Fernando Calderón como Niño con el globo.

### En español de porThe Weinstein Company
- Eddie Santiago como Jake (Amadeo), Rico (Beto), Ziggy (Loco), Rip (Capitán Liso), Agente
- Juan Zadala como Skip (Capi), Ace (Ezequiel "El Grosso")
- Angelines Santana como Laura, Matty (Matías)

### En inglés
- Rupert Grint como Amadeo.
- Darren Boyd como Amadeo Mas viejo.
- Eve Ponsonby como Lara.
- Ralf Little como Captain Skips (Capi).
- Peter Serafinowicz como Loco.
- Rob Brydon como Rico (Beto).
- Alex Norton como Gregor (Capitán Liso).
- Anthony Head como Flash (Ezequiel "El Grosso").
- David Schneider como Chester (Carmiño).
- Stanley Townsend como Manager.

### En inglés porThe Weinstein Company
- Ariana Grande como Laura.
- Nicholas Hoult como Ace (Ezequiel "El Grosso").
- Bella Thorne como Laura Niña.
- Matthew Morrison como Jake (Amadeo).
- Eugenio Derbez como Rico (Beto).
- Shawn Mendes como Jake Niño (Amadeo Niño).
- Piers Stubbs como Ace Niño (Ezequiel Niño).
- Taran Killam como Captain Skips (Capi).
- John Leguizamo como Ziggy (Loco).
- Bobby Moynihan como Captain Rip (Capitán Liso).
- Nolan Lyons como Matty (Matías).
- Mel Brooks como Agente (Mánager).

## Producción
Metegol fue anunciada el 27 de noviembre de 2009 y durante su realización trabajaron más de 300 personas, entre ellas animadores, dibujantes, editores, y técnicos. En cuanto al origen del proyecto, Campanella confesó que la mayoría de las películas que más le habían gustado en los últimos años fueron de animación, y que llevaba tiempo deseando incursionar en el género. El cineasta declaró a Variety que, por la parte argentina, encabezan el proyecto Jempsa, 100 Bares y Catmandu Entertainment. También participaron productoras de la India y Canadá.
No se ha difundido la técnica de animación que se utilizó, aunque su director declaró en su momento que usa la última tecnología disponible, "siempre al servicio de una buena historia y buenos personajes, que en definitiva es lo único que importa". También agregó: "Estamos buscando un estilo visual que no hemos visto aún en una película animada. Estamos poniendo mucho esfuerzo en eso". En octubre de 2010, Campanella confirmó que las voces de los personajes principales de la versión argentina las harían los actores Pablo Rago, Miguel Ángel Rodríguez, Fabián Gianola, Horacio Fontova y David Masajnik.
Sergio Pablos, productor ejecutivo y creador de la historia de Despicable Me (Mi villano favorito), estuvo a cargo de la supervisión de animación y producción de la película. Las empresas de tecnología HP, Intel y Autodesk apoyaron al director en la realización del filme de animación en 3D. Se trata de la primera película hecha en Latinoamérica bajo los estándares de calidad utilizados en los estudios cinematográficos más importantes del mundo. Las empresas brindaron el soporte necesario para que esto se llevara a cabo.
El tema original de la película fue compuesto e interpretado por el dúo puertorriqueño Calle 13.

## Fechas de estreno
| Argentina   | 18 de julio     | 2013 | Uruguay        | 18 de julio      | 2013 |
| Colombia    | 8 de noviembre  | 2013 | México         | 15 de noviembre  | 2013 |
| Brasil      | 29 de noviembre | 2013 | España         | 20 de diciembre  | 2013 |
| Rusia       | 2 de enero      | 2014 | Perú           | 23 de enero      | 2014 |
| Paraguay    | 24 de enero     | 2014 | Polonia        | 31 de enero      | 2014 |
| Israel      | 3 de abril      | 2014 | Italia         | 29 de mayo       | 2014 |
| Portugal    | 29 de mayo      | 2014 | Irlanda        | 8 de agosto      | 2014 |
| Reino Unido | 15 de agosto    | 2014 | China          | 15 de septiembre | 2014 |
| Filipinas   | 1 de octubre    | 2014 | Hong Kong      | 1 de enero       | 2015 |
| Hungría     | 12 de febrero   | 2015 | Alemania       | 5 de marzo       | 2015 |
| Turquía     | 15 de mayo      | 2015 | Estados Unidos | 14 de agosto     | 2015 |

## Recepción

### Crítica
Metegol fue bien recibida por la mayoría de la crítica argentina. En una recopilación de las críticas del filme en el sitio de reseñas Todas Las Críticas, éste alcanzó un porcentaje de aprobación de 71%, de un total de 61 críticas.

### Taquilla
Argentina
En sólo cuatro días tras su estreno en Argentina el filme logró un gran éxito en taquilla, siendo vista por 418 000 personas durante ese breve período. Es el mejor comienzo de una película argentina desde que existen registros, entrando a la historia del cine nacional. Obtuvo el mejor arranque de una película argentina al vender 418 445 localidades en sus primeros cuatro días en cartel. Desplazó a Bañeros todopoderosos, que había obtenido 246 258 asistencias a la semana de su estreno. Detrás quedan Un novio para mi mujer (243 897), Dos más dos (240 894) y el anterior filme de Campanella, El secreto de sus ojos (240 616). La marca fue reportada por la consultora Ultracine. Actualmente el récord fue superado nuevamente por la película nominada al Óscar Relatos salvajes con 449 292 espectadores.
En el primer día de su estreno en Argentina, Metegol reunió a 102 867 espectadores. Además, el último fin de semana se impuso a la película estadounidense animada Despicable Me 2 (Mi villano favorito 2), que quedó segunda (con 335 400 asistencias y una recaudación de 13 871 260 pesos). En la segunda semana, el filme siguió en el primer puesto de la taquilla, convocando a 1 080 000 personas en menos de dos semanas.
El filme fue el éxito del invierno. En su tercera semana de cartel siguió primera, con 1 365 944 espectadores que fueron a verla. Superando así al estreno de Los Pitufos 2, que quedó en segundo lugar (184 579 personas).
Luego de diez semanas de proyección sigue estando en la lista de las diez primeras, y esa misma semana recuperando liderazgo y siendo vista por aproximadamente 122 303 personas, cuando la semana anterior tan solo había sido vista por menos de 23 893 personas. La película, esa misma semana, pudo pasar la barrera de los 2 000 000 de espectadores, siendo la película argentina más vista del año, y la primera en pasar los dos millones, luego de la exitosa película ganadora del Óscar, El secreto de sus ojos, estrenada 4 años antes. La película en total de diez semanas cortó 2 077 599 boletos, un gran éxito.
Sin embargo la película no logró recaudar el doble del costo de producción por lo cual se adjudicó que fue un fracaso tanto en taquilla como para el público internacional.

## Premios y nominaciones

### Premios Goya
| Año  | Categoría                   | Resultado |
| ---- | --------------------------- | --------- |
| 2014 | Mejor película de animación | Ganador   |

### Premio Sur
| Año  | Categoría                 | Receptor                       | Resultado |
| ---- | ------------------------- | ------------------------------ | --------- |
| 2013 | Mejor película            | Mejor película                 | Nominada  |
| 2013 | Mejor director            | Juan José Campanella           | Nominado  |
| 2013 | Mejor guion adaptado      | Juan José Campanella           | Ganador   |
| 2013 | Mejor fotografía          | Félix "Chango" Monti           | Ganador   |
| 2013 | Mejor montaje             | Juan José Campanella           | Nominado  |
| 2013 | Mejor Dirección Artística | Nelson Luty y Mariano Epelbaum | Nominados |
| 2013 | Mejor Música Original     | Emilio Kauderer                | Ganador   |
| 2013 | Mejor Sonido              | José Luis Díaz                 | Ganador   |

### Premios Platino
La película obtuvo dos premios Platino
| Año  | Categoría                   | Candidato        | Resultado |
| ---- | --------------------------- | ---------------- | --------- |
| 2014 | Mejor Película de Animación |                  | Ganador   |
| 2014 | Mejor Música Original       | Emilio Kaunderer | Ganador   |